# Метод бісекції
Метод бісекції або метод поділу відрізка навпіл — найпростіший чисельний метод для вирішення нелінійних рівнянь виду f(x)=0. Передбачається тільки безперервність функції f(x). Пошук ґрунтується на теоремі про проміжні значення.

## Обґрунтування
Алгоритм заснований на наступному наслідку з теореми Больцано — Коші:
| Нехай безперервна функція {\displaystyle f(x)\in \mathrm {C} ([a,\;b])}, тоді, якщо {\displaystyle sign(f(a))\neq sign(f(b))}, то {\displaystyle \exists c\in [a,\;b]:\;f(c)=0}. |

Таким чином, якщо ми шукаємо нуль, то на кінцях відрізка функція повинна бути протилежних знаків. Розділимо відрізок навпіл і візьмемо ту з половинок, на кінцях якої функція як і раніше приймає значення протилежних знаків. Якщо значення функції в серединній точці виявилося потрібним нулем, то процес завершується.
Точність обчислень задається одним з двох способів:
1. {\displaystyle \varepsilon _{f(x)}} по осі {\displaystyle y}, що ближче до умови {\displaystyle f(x)=0} з опису алгоритму; або
2. {\displaystyle \varepsilon _{x}}, по осі {\displaystyle x}, що може виявитися зручним в деяких випадках.

Процедуру слід продовжувати до досягнення заданої точності.
Для пошуку довільного значення досить відняти від значення функції шукане значення і шукати нуль функції що вийшла.

## Опис алгоритму
Завдання полягає в знаходженні коренів нелінійного рівняння
Для початку ітерацій необхідно знати відрізок {\displaystyle [x_{L},x_{R}]} значень {\displaystyle x}, на кінцях якого функція приймає значення протилежних знаків.
Протилежність знаків значень функції на кінцях відрізка можна визначити багатьма способами. Один з безлічі цих способів — множення значень функції на кінцях відрізка і визначення знака похідної шляхом порівняння результату множення з нулем:
в дійсних обчисленнях такий спосіб перевірки протилежності знаків при крутих функціях призводить до передчасного переповнення.
Для усунення переповнення і зменшення витрат часу, тобто для збільшення швидкодії, на деяких програмно-комп'ютерних комплексах протилежність знаків значень функції на кінцях відрізка потрібно визначати за формулою:
так як одна операція порівняння двох знаків двох чисел вимагає меншого часу ніж дві операції: множення двох чисел (особливо з плаваючою комою і подвійною довжиною) і порівняння результату з нулем. При даному порівнянні, значення функції {\displaystyle f(x)} в точках {\displaystyle x_{L}} і {\displaystyle x_{R}} можна не обчислювати, досить обчислити тільки знаки функції {\displaystyle f(x)} в цих точках, що вимагає меншого машинного часу.
З безперервності функції {\displaystyle f(x)} і умови (2.2) випливає, що на відрізку {\displaystyle [x_{L},x_{R}]} існує хоча б один корінь рівняння (в разі не монотонної функції {\displaystyle f(x)} функція має кілька коренів і метод призводить до знаходження одного з них).
Знайдемо значення {\displaystyle x} в середині відрізка:
в дійсних обчисленнях, для зменшення числа операцій, на початку, поза циклом, обчислюють довжину відрізка за формулою:
{\displaystyle x_{D}=(x_{R}-x_{L}),}
а в циклі обчислюють довжину чергових нових відрізків за формулою: {\displaystyle x_{D}=x_{D}/2} і нову середину за формулою:
{\displaystyle x_{M}=x_{L}+x_{D}.}
Обчислимо значення функції {\displaystyle f(x_{M})} в середині відрізка {\displaystyle x_{M}}:
- Якщо {\displaystyle f(x_{M})=0} або, в дійсних обчисленнях, {\displaystyle |f(x_{M})|\leq \varepsilon _{f(x)}}, де {\displaystyle \varepsilon _{f(x)}} — задана точність по осі {\displaystyle y}, то корінь знайдений.
- Інакше {\displaystyle f(x_{M})\neq 0} або, в дійсних обчисленнях, {\displaystyle |f(x_{M})|>\varepsilon _{f(x)}}, то розіб'ємо відрізок {\displaystyle [x_{L},x_{R}]} на два рівних відрізка: {\displaystyle [x_{L},x_{M}]} і {\displaystyle [x_{M},x_{R}]}.

Тепер знайдемо новий відрізок, на якому функція змінює знак:
- Якщо значення функції на кінцях відрізка мають протилежні знаки на лівому відрізку, {\displaystyle f(x_{L})\cdot f(x_{M})<0} або {\displaystyle sign(f(x_{L}))\neq sign(f(x_{M}))}, то, відповідно, корінь знаходиться всередині лівого відрізка {\displaystyle [x_{L},x_{M}]}. Тоді візьмемо лівий відрізок присвоєнням {\displaystyle x_{R}=x_{M}}, і повторимо описану процедуру до досягнення необхідної точності {\displaystyle \varepsilon _{f(x)}} по осі {\displaystyle y}.
- Інакше значення функції на кінцях відрізка мають протилежні знаки на правому відрізку, {\displaystyle f(x_{M})\cdot f(x_{R})<0} або {\displaystyle sign(f(x_{M}))\neq sign(f(x_{R}))}, то, відповідно, корінь знаходиться всередині правого відрізка {\displaystyle [x_{M},x_{R}]}. Тоді візьмемо правий відрізок присвоєнням {\displaystyle x_{L}=x_{M}}, і повторимо описану процедуру до досягнення необхідної точності {\displaystyle \varepsilon _{f(x)}} по осі {\displaystyle y}.

За кількість ітерацій {\displaystyle N} поділ навпіл здійснюється {\displaystyle N} раз, тому довжина кінцевого відрізка в {\displaystyle 2^{N}} разів менше довжини вихідного відрізка.
Існує схожий метод, але з критерієм зупинки обчислень {\displaystyle \varepsilon _{x}} по осі {\displaystyle x}, в цьому методі обчислення тривають до тих пір, поки, після чергового поділу навпіл, новий відрізок більше заданої точності по осі {\displaystyle x}: {\displaystyle (x_{R}-x_{L})>\varepsilon _{x}}. У цьому методі відрізок на осі {\displaystyle x} може досягти заданої величини {\displaystyle \varepsilon _{x}}, а значення функцій {\displaystyle f(x)} (особливо крутих) на осі {\displaystyle y} можуть дуже далеко стояти від нуля, при пологих же функціях {\displaystyle f(x)} цей метод призводить до великої кількості зайвих обчислень.
У дискретних функціях {\displaystyle x_{L},x_{M}} і {\displaystyle x_{R}} — це номера елементів масиву, які не можуть бути дробовими, і, в разі другого критерію зупину обчислень, різниця {\displaystyle (x_{R}-x_{L})} не може бути менше {\displaystyle \varepsilon _{x}=1}.

## Псевдокод
Нехай
- xn — початок відрізка по х;
- xk — кінець відрізка по х;
- xi — середина відрізка по х;
- epsy — необхідна точність обчислень по y (задане наближення інтервалу [xn; xk]: xk — xn до нуля).

Тоді алгоритм методу бісекції можна записати в псевдокоді наступним чином:
1. Початок.
2. Введення xn, xk, epsy.
3. Якщо F(xn) = 0, то висновок (корінь рівняння — xn).
4. Якщо F(xk) = 0, то висновок (корінь рівняння — xk).
5. Поки xk — xn > epsy повторювати:
6. dx := (xk — xn)/2
7. xi := xn + dx;
8. якщо sign(F(xn)) ≠ sign(F(xi)), то xk := xi;
9. інакше xn := xi.
10. кінець повторювати
11. Висновок (Знайдено корінь рівняння — xi з точністю по y — epsy).
12. Кінець.

## Пошук значення кореня монотонної дискретної функції
Пошук найбільш наближеного до кореня значення в монотонної дискретної функції, заданої таблично і записаної в масиві, полягає в розбитті масиву навпіл (на дві частини), виборі з двох нових частин тієї частини, в якій значення елементів масиву змінюють знак шляхом порівняння знаків серединного елемента масиву зі знаком граничного значення і повторенні алгоритму для половини в якій значення елементів масиву змінюють знак.
Нехай змінні  ліваГраниця  і  праваГраниця  містять, відповідно, ліву лівГран и праву правГран межі масиву, в якій знаходиться наближення до кореня. Дослідження починається з розбиття масиву навпіл (на дві частини) шляхом знаходження номера середнього елемента масиву  середина .
Якщо знаки значень масиву масив[ліваГраниця] та масив[середина] протилежні, то наближення до кореня шукають в лівій половині масиву, тобто значенням праваГраниця стає середина і на наступній ітерації досліджується тільки ліва половина масиву.
Якщо знаки значень масив[ліваГраниця] і масив[середина] однакові, то здійснюється перехід до пошуку наближення до кореня в правій половині масиву, тобто значенням змінної ліваГраниця стає середина і на наступній ітерації досліджується тільки права половина масиву.
Т.о., в результаті кожної перевірки область пошуку звужується вдвічі.
Наприклад, якщо довжина масиву дорівнює 1023, то після першого порівняння область звужується до 511 елементів, а після другого — до 255. Т.о. для пошуку наближення до кореня в масиві з 1023 елементів досить 10 проходів (ітерацій).
Псевдокод:
```
ліваГраниця
 
=
 
лівГран

праваГраниця
 
=
 
правГран

while
 
(
праваГраниця
 
-
 
ліваГраниця
 
>
 
1
)
 
{

   
довжинаВідрізка
 
=
 
правГран
 
-
 
лівГран

   
половинаВідрізка
 
=
 
int
(
довжинаВідрізка
 
/
 
2
)

   
середина
 
=
 
ліваГраниця
 
+
 
половинаВідрізка

   
if
 
(
sign
(
масив
[
ліваГраниця
])
 
≠
 
sign
(
масив
[
середина
]))

      
праваГраниця
 
=
 
середина

   
else

      
ліваГраниця
 
=
 
середина

}

printf
 
середина

```